# Ou Dongni
Ou Dongni (chinesisch 区冬妮, Pinyin Oū Dōngnī, * 7. Februar 1993) ist eine chinesische Badmintonspielerin.

## Karriere
Bei der Junioren-Badmintonasienmeisterschaft erntete Ou Dongni erste Lorbeeren, als sie 2010 Silber im Doppel mit Bao Yixin gewann. Ein Jahr später gewann sie Silber im Mixed mit Pei Tianyi an ihrer Seite. 2010 erkämpfte sie sich Gold bei der Junioren-Weltmeisterschaft im Damendoppel. Den Suhandinata Cup 2010 gewann sie mit dem chinesischen Team. Bei den China Open 2010 schaffte sie es bis ins Achtelfinale des Damendoppels. 2011 wurde sie Dritte im Damendoppel bei den Australia Open.

## Sportliche Erfolge
| Saison | Veranstaltung               | Disziplin   | Platz | Name                     |
| ------ | --------------------------- | ----------- | ----- | ------------------------ |
| 2010   | Junioren-Asienmeisterschaft | Damendoppel | 2     | Ou Dongni / Bao Yixin    |
| 2010   | Junioren-Asienmeisterschaft | Team        | 1     | China                    |
| 2010   | Junioren-Weltmeisterschaft  | Damendoppel | 1     | Ou Dongni / Bao Yixin    |
| 2010   | Suhandinata Cup             | Team        | 1     | China                    |
| 2010   | China Open                  | Damendoppel | 9     | Ou Dongni / Dong Yourong |
| 2011   | Junioren-Asienmeisterschaft | Mixed       | 2     | Pei Tianyi / Ou Dongni   |
| 2011   | Australia Open              | Damendoppel | 3     | Ou Dongni / Xiong Rui    |